# 谢谢你出现在我的行程里
《谢谢你出现在我的行程里》，哇哇映画制作公司制作的青春励志电视剧，由范文芳、姚伟涛、罗美仪、李博翔、何盈莹、洪士雅领衔主演，并由陈邦鋆、宋怡霏特别主演，柯叔元以及翁兴昂特别演出。

## 播出时间

### 首播
| 频道        | 所在地   | 播放日期      | 首播時间                 |
| ----------- | -------- | ------------- | ------------------------ |
| 新传媒8頻道 | 新加坡   | 2019年1月28日 | 星期一至五 21:00 - 22:00 |
| Astro AEC   | 马来西亚 | 2019年1月28日 | 星期一至五 20:30 - 21:30 |
| 八度空间    | 马来西亚 | 2020年1月30日 | 星期一至五 18:00 - 18:58 |

## 故事概要
伍秀玉（范文芳 饰演）是一名全职家庭主妇，婚后便和丈夫谢韦德（叶良财 饰演）共同组织一个幸福的小家庭，秀玉也因此被韦德宠成了一个小女人。然而一场意外车祸，把韦德从秀玉身边带走，秀玉无法接受这个残酷的事实，每日以泪洗脸。韦德和秀玉的女儿嘉琪（何盈莹 饰演）担心妈妈会得忧郁症，于是连哄带拉，硬把秀玉带到英国当陪读妈妈。临出国前，秀玉把韦德遗留的洋房交给弟弟维康（陈邦鋆 饰演）帮忙看顾，但没想到维康后来却在秀玉不知情之下，擅自作主把洋房租给两位来自外地的寄宿生魏庆豪（姚伟涛 饰演）和陈育琴（罗美仪 饰演）。没想到过不久，维康又把两个外地住宿生带入秀玉的家, 说自己面临破产的危机。秀玉最后没办法，选择再次委屈自己。秀玉的女儿，加上这四个住宿生，个个性格迥异，且来自不同国家，各有其生活习惯和价值观，秀玉的家成了小小的联合国般。经过了不少的风风雨雨，秀玉与这些孩子们终于消除了隔阂，且建立起了深厚的情谊，然而就在此时，一个巨大的危机正在酝酿之中…

## 角色介绍
| 演员   | 角色           | 介绍 |
| 范文芳 | 伍秀玉         | 韦德的妻子，嘉琪的母亲，维康的姐姐。她和丈夫韦德在婚后多年以人工受孕的方式才成功怀上女儿嘉琪，当了一位全职妈妈。原本是一个被丈夫捧在手掌心疼爱的幸福小女人，在韦德因意外突然逝世后无法接受这个残忍的事实而终日以泪洗脸。为了完成韦德生前要嘉琪到伦敦留学的遗愿而坚持把嘉琪送到英国留学，但是嘉琪因担心她走了后没人照顾妈妈而硬要秀玉到英国当陪读妈妈。但到英国一年后因不适应环境而回到新加坡，却发现维康把她的房子出租了给庆豪和育琴。在追问下才发现维康生意失败欠下巨款，为了帮助弟弟只得委屈自己和他们同住，后来慧妍和成光陆续住进了她家，就连嘉琪也偷偷退学回国。原本她对他们非常不满，认为他们只会给她惹麻烦，但是长期生活在同一屋檐下却渐渐被他们的优点给融化，尝试接受和关心他们，并成了他们的“保姆”，在他们迷茫的时候给予鼓励和意见。其实自己也在和他们愉快相处下渐渐学会独立，走出失去心爱的丈夫的阴霾。曾经怀疑Judy和韦德藕断丝连，并误以为自己是他们之间的第三者，殊不知原来这一切都是韦德生前的安排和Judy对她的考验，目的就是为了让她能够学会独立，拥有新的生活。 |
| 姚伟涛 | 魏庆豪         | 富二代，来自中国上海，维康的客户。他是工商管理系学生，也是育琴的同班同学。其实他对服装设计感兴趣，但却遭到父母的反对，尤其是他的父亲，为此他曾经离家到北京老家抗议，但是最终他还是向父亲妥协，到新加坡修读工商管理。但是到了新加坡后就成日缺课，被猪朋狗友利用来吃喝玩乐，导致维康一直得替他善后。原本已经租下秀玉整间屋子，但是在维康的劝说和威胁下，逼于无奈之下只好让和他有过节的育琴住进来，他和育琴也因此成了欢喜冤家。因来不及做完讲师交代的作业而请“枪手”代做，继而认识了化名“异星人”的慧妍，并因为好奇而设圈套认识了慧妍，对她产生了好感，后来还让慧妍住进了秀玉家，成为新的租客。在众人的逼迫下只好让成光住进来，成为他的室友，但后来也和成光成了好友。在得知成光也喜欢慧妍后和他公平竞争，自己向慧妍告白失败后还鼓励成光告白。在大考时为了能够及格而和慧妍里应外合作弊，却在最后关头功亏一篑，为了保住慧妍而选择退学，也借此在父母不知情的情况下转学到艺术学院修读服装设计。在事情东窗事发被父母发现后，依旧坚持继续修读服装设计，也因此和父亲闹翻，被断绝了所有经济来源。在父亲中风后，孝顺的他本打算放弃服装设计，育琴不忍看见他放弃，于是为庆豪做了很多事，不断给他鼓励，最终终于成功感动了父母，得到了认可，自己也和育琴在不断斗嘴中渐渐培养了深厚的感情。 |
| 罗美仪 | 陈育琴         | 炳德的女儿，来自马来西亚吉隆坡，她是工商管理系学生，也是庆豪的同班同学，并不屑庆豪学习的散漫态度，和他成了欢喜冤家，同住一个屋檐下更是不断斗嘴，尽管如此，她是真心把庆豪当朋友对待，总是在庆豪需要帮忙的时候对他给予帮助，更不计前嫌救了他一命。在慧妍搬进来后和她成为了室友，和成光以及嘉琪也成为好朋友。她原本是名品学兼优的高材生，但是母亲的离世对她打击很大，她也因此在会考失利。她和父亲炳德的关系冷淡，两人总是不肯对对方说出心里的话，其实彼此都十分关心对方。她经营着网络频道"小格格萌呆了"，成为网红，在网上发布自己生活点滴的影片，实则是为了借此可以让父亲看到她在新加坡的生活过得好，并希望他能放心。她一直以为父亲无情，在母亲患癌接受治疗的时候不来看望她，其实炳德是害怕妻子一见到他就会和他交代身后事，所以才避开妻子，等深夜妻子入睡后才偷偷到医院看她，在得知真相后才明白父亲对母亲的深情和父亲对她的关心，终于和好如初。在得知庆豪为了父母决定放弃理想时极力帮助他，做了很多事来让庆豪的父母接纳儿子的梦想，最终成功感动他们，自己也在不知不觉中喜欢上了庆豪。 |
| 李博翔 | 姜成光         | 浩然、Vivian的儿子，真美的哥哥，来自台湾台北。他是电子系学生，同时也是一名电脑骇客。小时候因为父母离异导致他和妹妹真美被拆散，因为家庭的影响而令他对父亲不满，认为家变都是父亲一手造成的，也因此变得沉迷寡言。在高中时受到霸凌，老师得知后却包庇霸凌他的同学，令他变得更加孤僻内向，最终因多次逃课而被退学。他在被退学后曾一度因压力过大而有自残的迹象，最终鼓起勇气向父亲说要到新加坡念书，离开台北，到新加坡一边念书一边寻找妈妈和妹妹。在一次偶然之下认识了慧妍，对她一见钟情。后来发现父亲偷偷向房东打听他的事情，一气之下离开了原本的住处，经过慧妍的介绍也住进了秀玉的房子，成为新的租客。 |
| 何盈莹 | 谢嘉琪         | 韦德、秀玉之女。她是电子系学生，同时也是泰拳高手。为了完成韦德生前遗愿，嘉琪到伦敦英国留学。但是嘉琪因担心她走了后没人照顾妈妈而硬要秀玉到英国当陪读妈妈。但到英国一年后半途而废回到新加坡。回新加坡后暂时充当泰拳教练。因暗恋成光固也想选电子系继续升学。 |
| 洪士雅 | 乔慧妍         | 学霸，来自中国北京。原本她和男友打算一起到美国深造，但无奈两人的恋情遭到男友父母的反对，为了不阻碍男友的前程，她毅然选择分手并到新加坡继续升学。因为家境贫乏，所以她偷偷匿名成“异星人”，当了帮人做作业“枪手”来赚取生活费。 喜欢姜成光。 |
| 陈邦鋆 | 伍维康         | 秀玉的弟弟。一昧利用秀玉的善良心软。因不想被说靠岳父决定自己创业却屡屡失败。 |
| 宋怡霏 | Judy           | 律师。谢韦德大学时的女朋友。韦德临死前委托Judy替他执行一份特别的遗嘱。起初Judy因为旧情人尴尬身份，拒绝了他的委托，让他带着遗憾离世。但是Judy最终还是后悔，回心转意帮他，尽力完成他的遗愿。曾经被怀疑是韦德与秀玉的第三者。后期与秀玉化敌为友。充当秀玉泰拳考试考官。 |
| 柯叔元 | 姜浩然（Mark） | 成光之父。台湾人。本修护士科后当飞机师。婚纱店合伙人兼兼职摄影师。成光小时候因为和妻子离异导致成光和妹妹真美被拆散，因此导致成光对他不满，认为家变都是他一手造成的。成光向他说要到新加坡念书，离开台北，到新加坡一边念书一边寻找妈妈和妹妹。后来偷偷向房东打听成光的事情，成光一气之下离开了原本的住处。 |
| 叶良财 | 谢韦德         | 秀玉的丈夫，嘉琪的爸爸，Judy的旧情人。和秀玉结婚后因担心她会累坏而要求她不要出去工作，并全心全意爱着她，把她捧在手掌心疼爱。对孩子的教育有自己的看法。得知自己得了末期癌症，并且只剩下3个月的寿命。为了保障秀玉未来的生活，他委托Judy替她执行一份特别的遗嘱，那就是在他逝世两年后，如果秀玉还是不能独立生活，走出阴霾，就向她公布这份遗嘱，给了她两个任务，并在限定时间内完成任务才能继承30万的遗产。他要秀玉向女儿嘉琪学习泰拳，并在3个月内考到初级合格的证书；另外还要她找到一份工作并做满1年。他要秀玉学习泰拳，是为了让她懂得保护自己；要她工作，是希望她能多培养社交能力，并且能转移对他的思念。虽然最后Judy拒绝了他的委托，让他带着遗憾离世，但是Judy最终还是后悔，回心转意帮他，尽力完成他的遗愿。 |

## 演员阵容

### 主演演员
| 演员   | 角色   | 介绍 |
| 范文芳 | 伍秀玉 | 大妈 谢韦德之妻 伍维康之姐 谢嘉琪之母 魏庆豪、陈育琴、乔慧妍、姜成光之房东，并把他们当作自己的孩子                                                                                            |
| 姚伟涛 | 魏庆豪 | 笨菜头、死富二代 伍秀玉之房客 陈育琴之欢喜冤家，后为其男友 姜成光之室友兼好友 乔慧妍之好友并曾暗恋其 谢嘉琪之好友                                                                             |
| 罗美仪 | 陈育琴 | 三八妹 陈炳德之女 伍秀玉之房客 魏庆豪之欢喜冤家，后为其女友 乔慧妍之室友兼好友 姜成光、谢嘉琪之好友 经营网络平台“小格格萌呆了”                                                                |
| 李博翔 | 姜成光 | 电脑骇客 姜浩然、Vivian之子 姜真美之哥 伍秀玉之房客 魏庆豪之室友兼好友 乔慧妍之好友曾暗恋其后被其喜欢 谢嘉琪之好友并被其暗恋后喜欢其，后追求其 陈育琴之好友 骏威之情敌 美宝之朋友，曾被其利用 |
| 何盈莹 | 谢嘉琪 | 泰拳高手 谢韦德、伍秀玉之女 姜成光之好友并暗恋其 陈育琴、魏庆豪、乔慧妍之好友 骏威之好友，实则被其故意接近，后被其追求 若善之好友                                                             |
| 洪士雅 | 乔慧妍 | 学霸 姜成光之好友并被其暗恋 魏庆豪之好友并被其暗恋 陈育琴之室友兼好友 谢嘉琪之好友 被Harry暗恋，最后被其追求 化名“异星人”在网上当枪手帮人做作业及论文,喜欢姜成光。                            |

### 谢家
| 演员   | 角色   | 介绍 |
| 叶良财 | 谢韦德 | 伍秀玉之亡夫 谢嘉琪之亡父 Judy之旧情人 患上末期癌症，只剩下三个月的寿命，于是在临死前委托Judy执行另一份遗嘱以保障伍秀玉的未来生活，但却被其拒绝 最终因被货车撞倒而死于车祸 已逝世 |
| 范文芳 | 伍秀玉 | 大妈 谢韦德之妻 谢嘉琪之母 伍维康之姐姐 Judy之情敌 卫兰之好友 魏庆豪、陈育琴、乔慧妍、姜成光之房东 姜浩然之好友兼下属 参见主演演员                                                |
| 何盈莹 | 谢嘉琪 | Joey 泰拳高手 谢韦德、伍秀玉之女 姜成光之好友并暗恋其 陈育琴、魏庆豪、乔慧妍之好友 骏威之好友，实则被其故意接近 若善之好友                                                        |

### 伍家
| 演员   | 角色   | 介绍 |
| 范文芳 | 伍秀玉 | 大妈 谢韦德之妻 谢嘉琪之母 伍维康之姐姐 Judy之情敌 卫兰之好友 魏庆豪、陈育琴、乔慧妍、姜成光之房东 姜浩然之好友兼下属 参见谢家 |
| 陈邦鋆 | 伍维康 | 伍秀玉之弟弟 Janet之夫 伍薇薇之父 陈育琴之表姐夫                                                                               |
| 郭蕙雯 | Janet  | 伍维康之妻 伍秀玉之弟媳 伍薇薇之母 陈育琴之表姐                                                                                |
| 余欣平 | 伍薇薇 | 伍维康、Janet之女 伍秀玉之侄女                                                                                                 |

### 姜家
| 演员   | 角色           | 介绍 |
| 柯叔元 | 姜浩然（Mark） | 飞机师、婚纱店老板 Vivian之前夫 姜成光、姜真美之父 伍秀玉之老板兼好友                                                                                            |
| 洪乙心 | Vivian         | 姜浩然之前妻 姜成光、姜真美之母 John之未婚妻 |
| 李博翔 | 姜成光         | 电脑骇客 姜浩然、Vivian之子 姜真美之哥 伍秀玉之房客 魏庆豪之室友兼好友 乔慧妍之好友并暗恋其后被其喜欢 谢嘉琪之好友并被其暗恋 陈育琴之好友 美宝之朋友，曾被其利用 |
| 沈佳玉 | 姜真美         | 姜浩然、Vivian之女 姜成光之妹 |

### 魏家
| 演员   | 角色   | 介绍 |
| 郑星   | 豪父   | 魏庆豪之父 |
| 何咏芳 | 豪母   | 魏庆豪之母 |
| 姚伟涛 | 魏庆豪 | 笨菜头、死富二代 伍秀玉之房客 陈育琴之欢喜冤家，后为其男友 姜成光之室友兼好友 乔慧妍之好友并暗恋其 谢嘉琪之好友 |

### 陈家
| 演员   | 角色   | 介绍 |
| 陈沛江 | 陈炳德 | 陈育琴之父 |
| 释福如 | 琴母   | 陈育琴之母 |
| 罗美仪 | 陈育琴 | 三八妹 陈炳德之女 伍秀玉之房客 魏庆豪之欢喜冤家，后为其女友 乔慧妍之室友兼好友 姜成光、谢嘉琪之好友 经营网络平台“小格格萌呆了” |

### 乔家
| 演员   | 角色   | 介绍 |
| 白泰华 | 妍父   | 乔慧妍之父 |
| 赵志华 | 妍母   | 乔慧妍之母 |
| 洪士雅 | 乔慧妍 | 学霸 姜成光之好友并被其暗恋 魏庆豪之好友并被其暗恋 陈育琴之室友兼好友 谢嘉琪之好友 化名“异星人”在网上当枪手帮人做作业及论文 |

### 其他演员
| 演员   | 角色     | 介绍                                                                |
| 宋怡霏 | Judy 蔡  | 律师 谢韦德之旧情人 伍秀玉之情敌                                    |
| 孙政   | 骏威     | 若善之哥哥 故意接近谢嘉琪，后暗恋其                                 |
| 林昀憓 | 美宝     | 姜真美之好友 姜成光之朋友，并曾经利用他玩乐                         |
| 雍可欣 | 若善     | 骏威之妹妹 谢嘉琪之好友 在英国留学期间被男朋友抛弃而自杀身亡 已逝世 |
| 翁興昂 | Harry    | 主管 乔慧妍之上司，后追求乔慧妍                                     |
| 黄嫊方 | 校长     |                                                                     |
| 沈炜竣 | 讲师     |                                                                     |
| 林伟文 | 泰拳教练 |                                                                     |
| 叶慧馨 | Angel    |                                                                     |
| 王胜宇 | Danny    |                                                                     |
| 潘淑钦 | 卫兰     |                                                                     |
|        | 郭明峰   |                                                                     |

## 轶事
- 此剧为范文芳以及陈邦鋆继《沸腾冰点》后相隔10年再度饰演姐弟，亦是陈邦鋆恢复自由身后接下的首部八频道剧集。[2]
- 此剧为郭蕙雯以及陈邦鋆继《小娘惹》后再度合作,从兄妹关系变成夫妻。
- 此剧为罗美仪以及何盈莹继《大英雄》后再度合作。[3]
- 此剧为姚伟涛、李博翔、洪士雅以及柯叔元首次参演新加坡剧集。[4]

## 电视节目的变迁
| 新加坡 新傳媒8頻道 星期一至五 21:00 - 22:00 | 新加坡 新傳媒8頻道 星期一至五 21:00 - 22:00             | 新加坡 新傳媒8頻道 星期一至五 21:00 - 22:00  |
| ------------------------------------------- | ------------------------------------------------------- | -------------------------------------------- |
|                                             | 谢谢你出现在我的行程里 （2019.01.28 - 2019.03.05）      |                                              |
| 心点心 （2018.12.24 - 2019.01.25）          | 阴错阳差 （2019.03.06 - 2019.04.02）                    |                                              |
| 星期一至五 17:30 - 18:30（重播）            |                                                         |                                              |
| 心点心 （2019年12月19日－2020年1月22日）    | 谢谢你出现在我的行程里 （2020年1月23日－2020年2月27日） | 下一站，遇见 （2020年3月2日－2020年3月27日） |
| 星期六至日 16:30 - 18:30（重播）            |                                                         |                                              |
| 229明天见 （2021年7月18日－2021年8月22日）  | 谢谢你出现在我的行程里 （2021年8月22日－2021年10月9日） | 祖先保佑2 （2021年10月10日-2021年11月13日）  |

| 马来西亚 Astro AEC 星期一至五 20:30 - 21:30 | 马来西亚 Astro AEC 星期一至五 20:30 - 21:30 | 马来西亚 Astro AEC 星期一至五 20:30 - 21:30 |
| ------------------------------------------- | --- | ------------------------------------------- |
|                                             | 谢谢你出现在我的行程里 （2019.01.28 - 2019.03.05） |                                             |
| 心点心 （2018.12.24 - 2019.01.25）          | 下个路口遇见你 (两集连播) （2019.03.06 - 2019.03.14）料理人生 (两集连播) （2019.03.14 - 2019.03.22）闭上眼就看不见 (两集连播) （2019.03.25 - 2019.04.02）好世谋 （2019.04.03 - 2019.04.24） |                                             |

| 马来西亚 八度空间 优6剧场 星期一至五 18:00 - 18:58 | 马来西亚 八度空间 优6剧场 星期一至五 18:00 - 18:58 | 马来西亚 八度空间 优6剧场 星期一至五 18:00 - 18:58 |
| -------------------------------------------------- | -------------------------------------------------- | -------------------------------------------------- |
|                                                    | 谢谢你出现在我的行程里 （2020.01.30 - 2020.03.04） |                                                    |
| 最强岳母（重播） （2019.12.25 - 2020.01.29）       | 我不是购物狂 （2020.03.05 - 2020.05.06）           |                                                    |